# Bus-Saint-Rémy
Bus-Saint-Rémy est une ancienne commune française, située dans le département de l'Eure en région Normandie, devenue le 1er janvier 2016 une commune déléguée au sein de la commune nouvelle de Vexin-sur-Epte.

## Toponymie
Le nom de la localité est attesté sous la forme Busco en 1195 (charte de Richard Cœur de Lion), Le Bus au XIIIe siècle (cartulaire du Trésor).
Le gentilé est Bussiens.

## Histoire
L'abbaye royale Notre-Dame du Trésor' est fondée en 1225 par Raoul de Bus. Abbaye cistercienne, elle est placée sous la protection directe du roi Saint Louis.
En 1842, la commune de Baudemont est absorbée.

### Héraldique
| Armes de Bus-Saint-Rémy | Ces armes peuvent se blasonner : d'azur à la croix d'or cantonnée de quatre besants du même |

## Politique et administration
| Période                                  | Période    | Identité        | Étiquette | Qualité         |
| ---------------------------------------- | ---------- | --------------- | --------- | --------------- |
| Les données manquantes sont à compléter. |            |                 |           |                 |
| 1876                                     |            | Alfred Saintard |           |                 |
| mars 2001                                | 2014       | Léa Julien      |           |                 |
| mars 2014                                | 31/12/2015 | Pascal Renard   | SE        | Cadre supérieur |

## Démographie
L'évolution du nombre d'habitants est connue à travers les recensements de la population effectués dans la commune depuis 1793. À partir du 1er janvier 2009, les populations légales des communes sont publiées annuellement dans le cadre d'un recensement qui repose désormais sur une collecte d'information annuelle, concernant successivement tous les territoires communaux au cours d'une période de cinq ans. 
Pour les communes de moins de 10 000 habitants, une enquête de recensement portant sur toute la population est réalisée tous les cinq ans, les populations légales des années intermédiaires étant quant à elles estimées par interpolation ou extrapolation. Pour la commune, le premier recensement exhaustif entrant dans le cadre du nouveau dispositif a été réalisé en 2005,.
En 2013, la commune comptait 327 habitants, en évolution de +9,36 % par rapport à 2008 (Eure : +2,66 %, France hors Mayotte : +2,49 %).
| 1793 | 1800 | 1806 | 1821 | 1831 | 1836 | 1841 | 1846 | 1851 |
| ---- | ---- | ---- | ---- | ---- | ---- | ---- | ---- | ---- |
| 203  | 191  | 282  | 267  | 239  | 233  | 248  | 558  | 335  |

| 1856 | 1861 | 1866 | 1872 | 1876 | 1881 | 1886 | 1891 | 1896 |
| ---- | ---- | ---- | ---- | ---- | ---- | ---- | ---- | ---- |
| 322  | 309  | 318  | 357  | 340  | 390  | 335  | 318  | 316  |

| 1901 | 1906 | 1911 | 1921 | 1926 | 1931 | 1936 | 1946 | 1954 |
| ---- | ---- | ---- | ---- | ---- | ---- | ---- | ---- | ---- |
| 317  | 322  | 302  | 288  | 285  | 274  | 249  | 234  | 232  |

| 1962 | 1968 | 1975 | 1982 | 1990 | 1999 | 2005 | 2010 | 2013 |
| ---- | ---- | ---- | ---- | ---- | ---- | ---- | ---- | ---- |
| 196  | 195  | 189  | 246  | 271  | 277  | 286  | 331  | 327  |

## Culture locale et patrimoine

### Lieux et monuments
- Les trois églises que comportaient les hameaux de Baudemont (Saint-Martin[8]), Saint-Rémy (église éponyme[9]) et à Bus (église Notre-Dame[10]) ont été vendues à partir de 1809 puis détruites (la dernière en 1886).
- Abbaye cistercienne du Trésor-Notre-Dame[11] (ancienne), des XIIIe siècle, XVIIe et XVIIIe siècles, partiellement inscrite et classée au titre des monuments historiques en 1989 et 1992[12].
- Manoir de Bus, dit manoir de la Dame Blanche, des XVIe et XVIIe siècles, classé au titre des monuments historiques en 1933[13]. Il fut la possession de Claude d'Anlezy, gentilhomme originaire du Berry (cf. château de Menetou-Couture)[14].
- Vestiges du château fort de Baudemont, émanation directe du traité de Saint-Clair-sur-Epte selon Charpillon[15], censé fixer la frontière du roi de France Charles III le Simple. Les vestiges seraient ceux d'une nième reconstruction du XIIe siècle[16]. Il subsiste du château des restes du donjon dressé sur une motte artificielle et les ruines du mur d'enceinte, flanqué de tours rondes[17].

Le manoir de Bus.
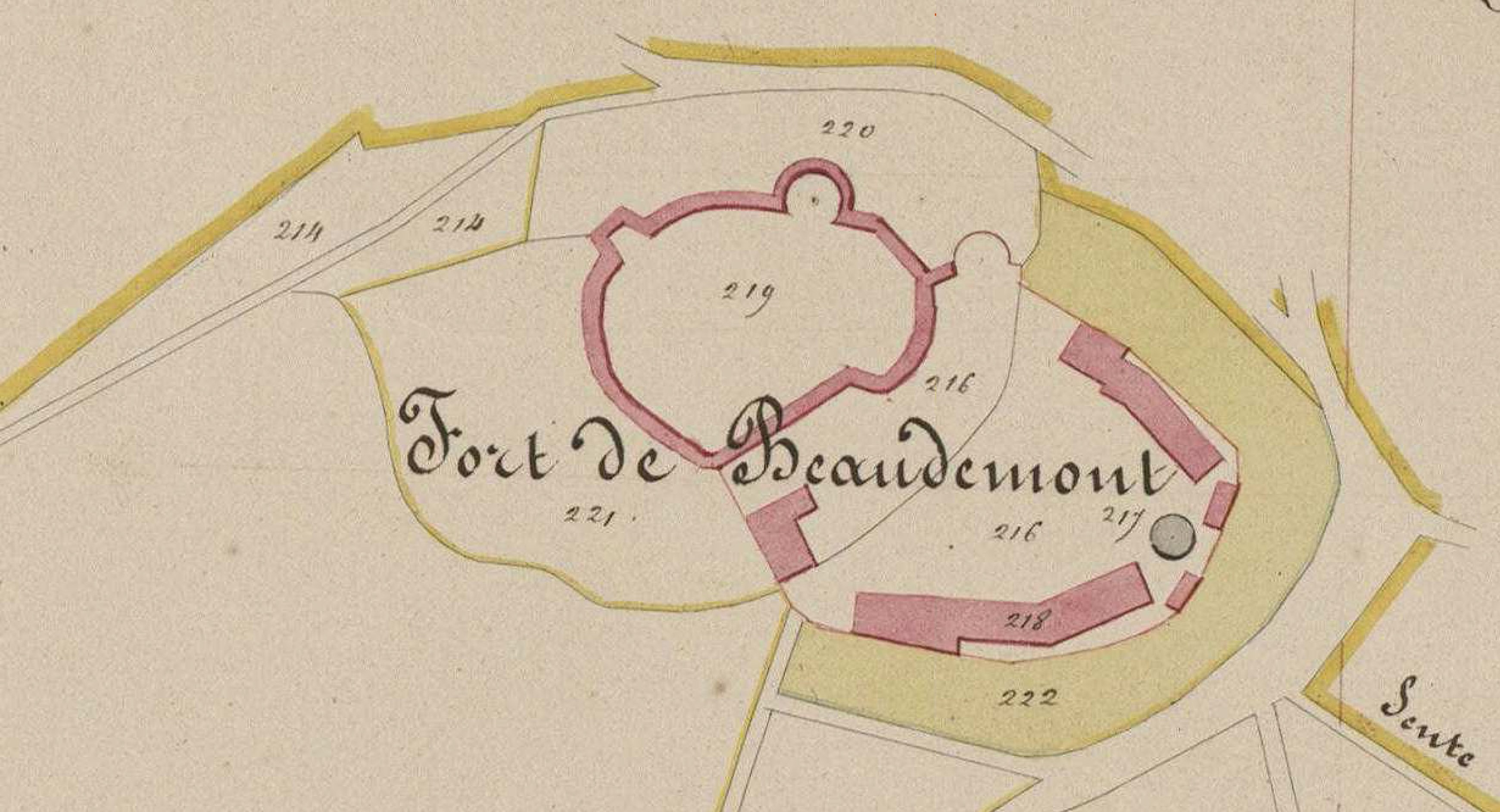
L'ancien château fort de Baudemont.

### Monument aux morts
Le monument aux morts de Bus-Saint-Rémy porte les noms de dix soldats morts pour la France pendant la Première Guerre mondiale :

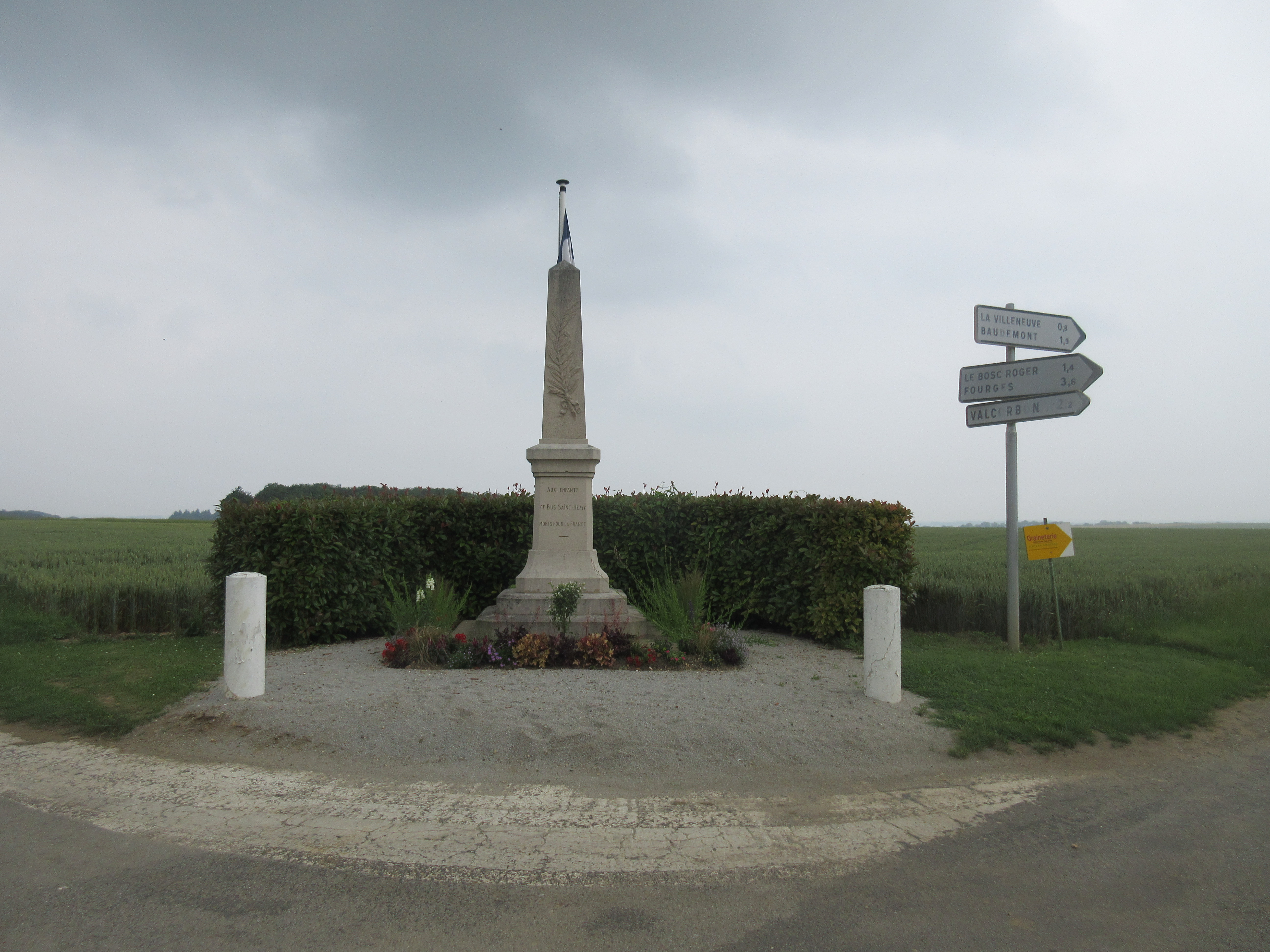
Monument aux morts de Bus-Saint-Rémy

### Patrimoine naturel
La vallée de l'Epte est un  Site classé (1982).